# 姜星
姜星（韓語：강별，1990年8月9日—），韓國女演員，其舅舅姜聲振同為演員。

## 演出作品

### 電視劇
- 2009年：MBC《創造情緣》飾演 韓孝恩
- 2010年：tvN《豐年公寓》飾演 朴宋怡
- 2010年：MBC《金首露》飾演 阿孝夫人朴氏／阿尼公主
- 2012年：SBS《屋塔房王世子》飾演 Lady美美
- 2013年：KBS《天命：朝鮮版逃亡者故事》飾演 崔優英
- 2013年：SBS《醜八怪警報》飾演 孔珍珠
- 2014年：SBS《神的禮物－14天》飾演 其泰的女友（客串）
- 2015年：KBS Drama《Miss Mammamia》飾演 徐瑛珠
- 2015年：SBS《離婚律師戀愛中》飾演 高素利
- 2015年：KBS《守護家族》飾演 李海秀
- 2016年：MBC《春日常在》飾演 周仁晶
- 2019年：MBN《Level Up》飾演 裴雅彩
- 2022年：MBC《秘密之家》飾演 南太熙
- 2024年：KBS1《幸運的我們》飾演 陳奈英

### 電影
- 2009年：《女高怪談5》
- 2011年：《格鬥少年菀得》
- 2012年：《鍵到鬼》
- 2015年：《File:4022天的繁殖》

### MV
- 2012年：2BiC《又讓一個女人哭了》（與周元、李敏豪）

## 外部連結
- NAVER （页面存档备份，存于）
- 姜星的X（前Twitter）
- 姜星的Facebook專頁
- 姜星的Instagram帳戶